# Łękawka (dopływ Soły)
Łękawka – potok, prawy dopływ Soły (Jeziora Żywieckiego). Ma źródła na południowych stokach Pietrasowej należącej do Beskidu Małego, na wysokości około 580 m. Spływa w południowo-zachodnim kierunku przez miejscowości Ślemień, Gilowice, Łękawica i Rychwałd. W należącej do Żywca dzielnicy Moszczanica uchodzi do Jeziora Żywieckiego na wysokości około 340 m. Głównymi prawymi dopływami są potoki: Młyńska Rzeka, Mała Łękawka, Wracław, Kocierzanka, lewymi potoki Czeretnik, Kaniowiec, Nawieśnik.
W przeszłości była rzeką rozgraniczającą wielkie majątki ziemskie: „państwo” żywieckie i „państwo” ślemieńskie. Żywiecki wójt Andrzej Komoniecki, opisując w swym Dziejopisie Żywieckim (przełom XVII i XVIII w.) rzeki „państwa” ślemieńskiego, podawał: Łękawka, rzeka najprzedniejsza z tych rzek, płynie naprzód od Kocierki, potem od Koczonki, od Czeretnika, potem od Zapolnika, na ostatku od Wracławia rzeczek. (...) A ta Łękawka wpada do rzeki Soły poniżej wsi Zadziela, granicząc Państwo Żywieckie.
W górnym swoim biegu Łękawka spływa szeroką doliną oddzielającą Beskid Mały od Pasma Pewelskiego należącego do Beskidu Makowskiego i jej koryto tworzy granicę między tymi mezoregionami. W dolnym biegu wypływa na Kotlinę Żywiecką.

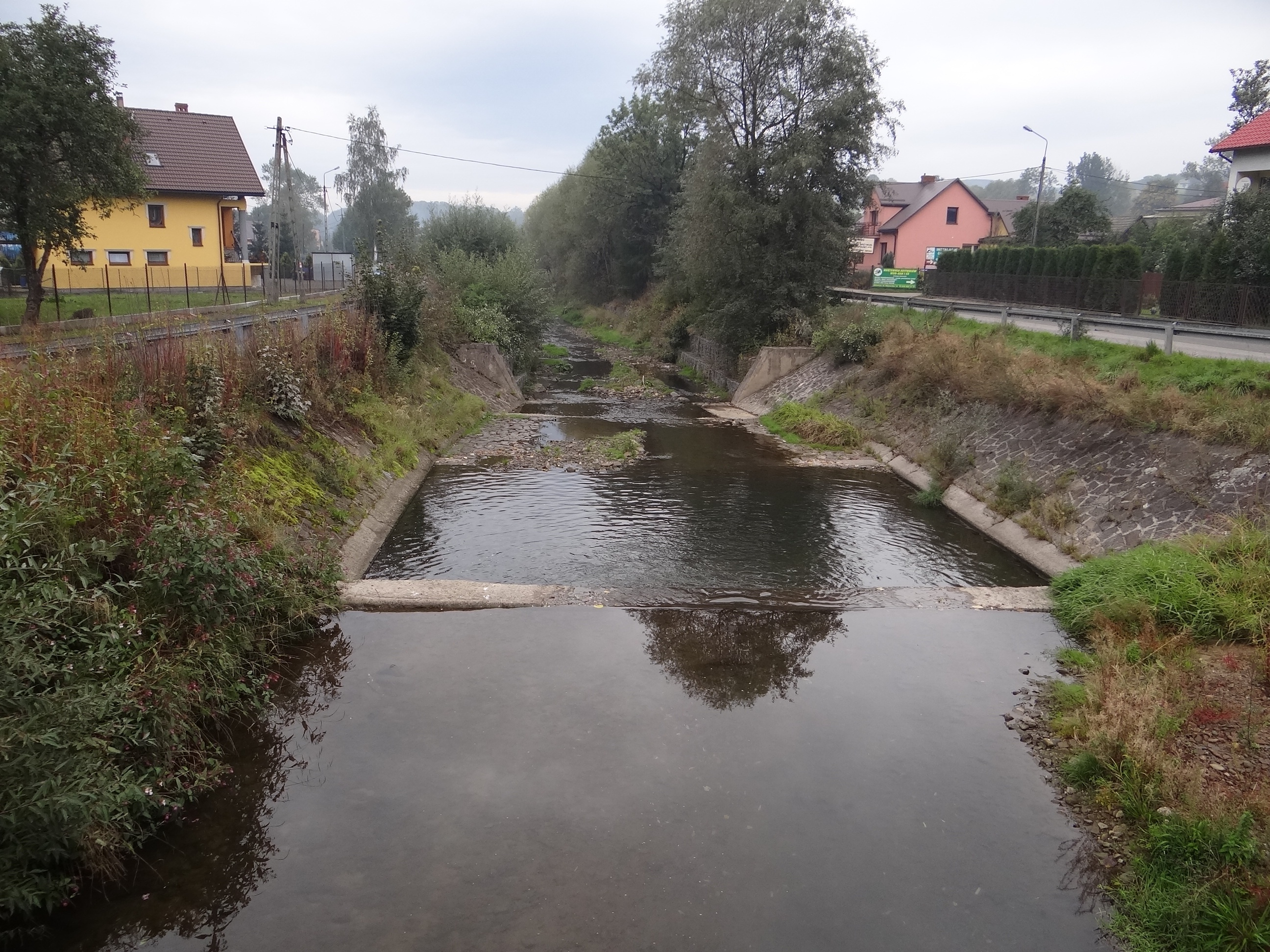
Łękawka w Gilowicach